# 大王荘駅
大王荘駅（だいおうそうえき）とは中華人民共和国天津市河東区に位置する天津地下鉄9号線の駅である。

## 駅構造
- 島式ホーム1面2線を有する地下駅。

## 歴史
- 2012年10月15日 - 開業。[1]

## 隣の駅
- ■9号線

天津站駅 - 大王荘駅 - 十一経路駅